# Lijst van personages uit Sonic the Hedgehog (televisieserie)
Dit is een lijst van personages uit de animatieserie Sonic the Hedgehog.

## Antoine D'Coolette
Antoine D'Coolette is een antropomorfe coyote. Hij doet mee in zowel de animatieserie als de stripserie Sonic the Hedgehog.
Antoine is lid van de Freedom Fighters. Hij heeft net als Sonic een oogje op Prinses Sally. Antoine probeert zich vaak dapper voor te doen, maar gedraagt zich erg arrogant. Dit is echter vooral om het feit dat hij eigenlijk een lafaard is te verbergen. Sonic is zich hier van bewust, en bespot Antoine dan ook geregeld om zijn tekortkomingen.
Antoine is Frans en praat daarom niet vloeiend Engels. Hij is erg trots op zijn nationaliteit en slaapt onder dekens met het Franse wapen erop.
In de stripserie is Antoines achtergrond beter uitgewerkt. Hij was een soldaat in training van zijn vader, die een koninklijke wachter was. Zijn vader werd door Dr. Robotnik gerobotiseerd. Later beginnen zijn gevoelens voor Sally te verzwakken en begint hij een relatie met Bunnie Rabbot. Later in de serie trouwen ze. In de strips is hij minder laf en nutteloos dan in de animatieserie en blijk hij een bedreven zwaardvechter te zijn.
Voor een tijdje was Antoine verplaatst met zijn kwaadaardige counterpart Patch, die het met Bunnie uitmaakte, met Sally trouwde, een aanslag pleegde op de prins en Antoines vader vermoordde. Uiteindelijk werd hij teruggehaald en gereüneerd met Bunnie, hoewel zijn vader niet meer te redden was.

## Ari
Ari is een ram, en de leider van een team dat gevangen werd door Robotnik. Ari maakte een deal met Robotnik dat hij Sonic aan hem zou uitleveren als Robotnik Ari’s team liet gaan. Toen bleek dat Robotnik Ari’s teamleden al in robots had veranderd, hielp Ari Sonic te redden. Tijdens deze poging wordt hij in de Void, een niemandsland gezogen, maar wordt er later door Sonic uit gehaald en vecht in de laatste aflevering mee tegen het Doomsday Project.

## Bunnie Rabbot
Een goudbruin konijn met een zuidelijk Amerikaans accent. Ze is door Robotnik deels veranderd in een robot: haar benen en linkerarm zijn nu mechanisch. In de televisieserie is nooit bekendgemaakt hoe dit is gebeurd; in de stripserie blijkt haar bewustzijn te zijn gered door Sonic en Rotor. Haar robotonderdelen geven haar onder andere grote fysieke kracht, uitstrekbare armen en benen en de mogelijkheid om te vliegen. Voor een tijdje was ze gederobotiseerd, maar het effect was maar tijdelijk.
Ze heeft een zachtaardige en optimistische persoonlijkheid maar is niet bang om te vechten als het er op aankomt. Ze gedraagt zich nogal flirterig en noemt vrijwel iedereen 'sugah' of 'hon'.
In de stripserie is ze nog altijd een trouw lid van de Freedom Fighters. Haar robotische ledematen zijn verbeterd en ze draagt tegenwoordig een bruin vest en een cowboyhoed. Ze begon een relatie met Antoine nadat hij openlijk zijn gevoelige kant liet zien. Hun relatie liep één keer stuk, nadat Antoine was verplaatst met zijn dubbelganger Patch en Bunnie uit jaloezie een relatie startte met Sonic, die op dat moment ook een dubbelganger had. Uiteindelijk werden ze gereünieerd en trouwden ze.

## Cat
Een van de Freedom Fighters. Cat deed enkel mee in de aflevering Sonic Boom, waarin hij Sonic, Sally, en Antoine vergezelde op een missie. Cat werd gevangen en niet meer teruggezien. Vermoedelijk is hij in een robot veranderd.

## Oom Chuck
Sir Charles "Chuck" Hedgehog is de oom van Sonic the Hedgehog. Hij was een gerespecteerde wetenschapper, die onbedoeld verantwoordelijk was voor het feit dat Robotnik de macht greep. Hij vond namelijk de roboticizer uit, waarmee hij hoopte de zieken en gewonden te kunnen helpen. Robotnik stal de machine, en gebruikte hem om iedereen in willoze robots te veranderen.
Chuck is in de serie ook een robot veranderd, maar buiten Robotniks weten om is zijn eigen persoonlijkheid bewaard gebleven. Derhalve dient Chuck in de serie als spion voor de Freedom Fighters.

## Cluck
Cluck is een robotkip die dient als Robotniks huisdier. Hij komt alleen in seizoen 1 voor.

## Dinobot/T-Bot
Een grote dinosaurusachtige tractorrobot gebruikt door Robotnik bij het vinden van kristallen in de Mobius kristalmijn.

## Dirk
De leider van de oostelijke tak van de Freedom Fighters.

## Dulcy
Een draak, en een van de weinige draken die nog over zijn op Mobius. Ze werd geïntroduceerd in seizoen 2. Dulcy is echter nog onervaren, en heeft last van claustrofobie. Haar landingen zijn haar zwakke punt en gaan vaak fout, waarna ze vaak even verward is.

## Griff
De leider van een groep Freedom Fighters die woont in een verborgen stad genaamd Lower Mobius. Griff is een geit die Sonic, Sally en Antoine hielp te ontsnappen aan en SWATbotpatrouille. Griff is altijd wanhopig op zoek naar middelen om zijn stad draaiende te houden, en was dan ook erg opgewonden toen Sonic hem vertelde over de krachtringen.

## Guardian
De Guardian kwam voor in de aflevering "Super Sonic". Hij is een mysterieus figuur gekleed in een zwarte mantel. Hij kan aanvoelen hoeveel goed of kwaad er in iemand zit. Hij bewaakt de schuilplaats van de magiër Lazaar in de verboden zone. Hij kan lasers afvuren en holografische afbeeldingen projecteren.

## Keeper of the Time Stones
Een oude uil die het zwevende eiland met daarop de tijdstenen bewaakt. Een ieder die de tijdstenen zoekt moet een van zijn raadsels beantwoorden.

## Koning Acorn
De koning van Mobotropolis, totdat Robotnik de macht greep en tevens Sally's vader. Acorn is vrijwel de hele serie verbannen naar de Void. Hij komt derhalve maar een paar keer voor in de serie. In het geplande derde seizoen van de serie zou hij uit de Void ontsnappen.

## Lazaar
Een oude kwaadaardige magiër, die al eeuwen in een schijndode toestand verkeerde. Zijn schuilplaats werd bewaakt door de Guardian. Lazaar werd ontdekt toen de Freedom Fighters Robotropolis aanvielen. Lazaar ontwaakte toen Robotnik zijn computer stal. Al snel bleek dat Lazaar tijdens zijn lange slaap spijt had gekregen van zijn slechte gedrag. Hij hielp de Freedom Fighters Robotnik te verslaan, maar sloeg het aanbod om zich bij hen te voegen af.

## Lupe
Leider van de Wolf Pack Freedom Fighters. Vecht in de slotaflevering mee om het Doomsday Project. Wordt gevangengenomen maar weet op tijd te vluchten.

## Muttski
Muttski is Sonics loyale huisdierhond, die net als Oom Chuck voor aanvang van de serie in een robot was veranderd door Robotnik.

## Naugus
Ixis Naugus is een kwaadaardige tovenaar en een van de weinige personages waar Dr. Robotnik bang voor was. Robotnik liet Naugus opsluiten in de Void uit angst dat de tovenaar hem zou verraden. Naugus kon even uit de Void ontsnappen door toedoen van Sally en Sonic. Naugus was gedwongen terug te keren naar de Void, daar zijn lichaam zich had aangepast aan het leven daar en buiten de Void langzaam in kristal begon te veranderen.
Naugus is geobsedeerd door macht en doet alles om dit te krijgen. Hij vergeet het nooit als iemand hem dwarszit. Hij heeft de macht over de vier klassieke elementen: vuur, wind, aarde en water. Zijn doel is om het mysterieuze vijfde element te leren beheersen.
Naugus stond gepland als primaire antagonist voor het derde seizoen van de serie, maar dat seizoen is nooit gemaakt. Wel speelt hij een prominente rol in de stripserie Sonic the Hedgehog.

## NICOLE
NICOLE is een computer met een eigen bewustzijn. Haar exacte oorsprong is niet bekend, maar mogelijk is ze een creatie van koning Acorn. Ze drijft Sonic vrijwel altijd tot waanzin met haar gebruik van complexe termen en technische taalgebruik. Een echte persoonlijkheid had ze lange tijd niet, tot na een ongeluk waarbij zij en Sonic op zoek gingen naar Sally. NICOLE kan andere elektronische systemen hacken voor informatie.
In de stripserie heeft ze uit haar verlangen om een echt persoon te zijn een hologram van haarzelf gemaakt. In haar 'menselijke' vorm is ze een lynx.

## Palo
De leider van de Zuidelijke Freedom Fighters, Palo is antropomorfe neushoorn.

## Dr. Robotnik
Zie Dr. Eggman

## Rosie
Een personage uit de dubbele aflevering Blast to the Past. Toen Robotnik de macht greep, bracht ze de kinderen van de stad naar Knothole. Sonic en Sally kwamen haar tegen toen ze naar het verleden reisden.
Rosie is ook een personage in de stripserie van Archie Comics.

## Rotor
Rotor is een antropomorfe walrus, en een van de slimste leden van de Freedom Fighters. Hij is begaafd in het maken van gereedschappen en machines voor de oorlog tegen Robotnik, en nieuwe technologie te ontcijferen. Hij kan snel denken, is een ervaren schutter, en heeft vaak het geluk aan zijn kant. Toen hij het leven van zijn mede-Freedom Fighters redde en de held van de dag werd, gaf hij toe dat hij liever een klusjesman was dan een held.

## Sabina
De moeder van Dulcy the Dragon. Ze verscheen tweemaal in de animatieserie, gedurende de dubbele aflevering Blast to the Past en in "Dulcy". Ze werd enkel gezien tijdens een reis naar het verleden, en in een flashback. Haar lot in het heden is niet bekend, maar mogelijk is ze in een robot veranderd.

## Prinses Sally
De dochter van Koning Acorn en de co-leider van de Freedom Fighters. Tevens is ze de liefdesinteresse van Sonic (en Antoine) en de eigenaar van NICOLE.
Sally staat bekend om haar snelle denkvermogen en intelligentie, evenals haar gevechtsvaardigheden, aangeleerd door haar mentor Julayla. Ze kon ook het legendarische Zwaard van de Acorns hanteren alvorens dit werd vernietigd.
In de stripserie is ze nog altijd de leider met veel verantwoordelijkheden. Ze heeft een knipperlichtrelatie met Sonic hoewel ze een tijdje de interesse van Geoffrey St. John was. In een waarschijnlijke toekomst trouwt ze met Sonic, die koning van Mobius is, en hebben later twee kinderen, Sonia en Manik (een verwijzing naar Sonic Underground).

## Shredder/Shredbot
Een robot van Dr. Robotnik. Shredder is een kolossale machine met meerdere lange dunne poten. Hij is gewapend met zagen en tentakels, en een laser die de energie van een levend wezen kan absorberen.
De aanvankelijke Shredder werd vernietigd, maar Robotnik bouwde later een tweede soortgelijke robot genaamd de Shredbot.

## Snively
Snively is het lafhartige neefje van Dr. Robotnik. Robotnik behandelde hem als een eenvoudige dienaar. Snively smeedde in het geheim plannen tegen zijn oom, en probeerde zelf de macht te grijpen toen eind seizoen 2 Dr. Robotnik werd verslagen. Hij is de enige uitzondering van Robotnik geweest die niet werd gerobotiseerd of in de Void werd geplaatst.
Net als zijn oom is Snively erg intelligent, en heeft een leger robots tot zijn beschikking. Hij verloor bijna al zijn haar toen Sonic voorbij rende en koestert vanaf dat moment een grote haat tegen hem.
In de stripserie was hij degene die ervoor verantwoordelijk werd dat Dr. Robotnik vernietigd werd en honderden levens redde, hoewel hij hierna de taak van primaire antagonist enkele keren overnam. Toen Dr. Robotnik, vanaf dat moment bekend als Dr. Eggman terugkeerde werd hij weer het hulpje. Hij begint wel een relatie met de Iron Queen en plannen samen om de wereld over te nemen.

## Sonic the Hedgehog
Zie Sonic the Hedgehog (personage)

## SWATbots
De SWATbots zijn humanoïde robots die dienen als de primaire soldaten van dr. Robotnik. De eerste SWATbots waren door Robotnik ontworpen voor het koningshuis Acron, maar hij herprogrammeerde ze na zijn staatsgreep.
Alle SWATbots zijn geprogrammeerd om in eerste instantie Sonic uit te schakelen daar Robotnik hem als de gevaarlijkste Freedom Fighter ziet. De SWATbots kennen vele varieties zoals roodgekleurde die zich verplaatsen op luchtscooters.

## Tails
Zie Miles "Tails" Prower